# Orbău
Orbău – wieś w Rumunii, w okręgu Satu Mare, w gminie Cehal. W 2011 roku liczyła 219 mieszkańców. 